# مناورة رايت
مناورة رايت (بالإنجليزية: Wright's maneuver)‏ هي علامة طبية يضعفُ فيها النبض الكعبري أو يختفي عند إبعاد الذراع وتدويرها نحو الخارج. تحدث في بعض المرضى المُصابين بمتلازمة مخرج الصدر.